# Louis de Sol de Grisolles
Louis Charles René de Sol de Grisolles, (Guérande (Loira Atlàntic), 29 de desembre, 1761 - Bordeus (Nova Aquitània), 13 d'abril, 1836), fou un general francès, oficial de la Chouannerie.

## Biografia
Louis de Sol de Grisolles era fill de Lluís Athanase de Sol, senyor de Grisolles, i de Marie Jeanne de Sécillon.
Destinat a la professió d'armes, Sol de Grisolles s'enrolà a La Royale el 14 d'abril de 1782 com a ensenya, després va ascendir al grau de tinent l'1 de maig de 1786.
Després de la Revolució Francesa, es va fer càrrec dels Chouans al voltant de Rochefort-en-Terre, Redon i Muzillac. Durant l'aixecament de març de 1793, va capturar Rochefort-en-Terre. El 1795 va rebre el grau de coronel de mans de Georges Cadoudal i el 1797, el comandament de la 4a legió de l'Exèrcit dels Chouans de Morbihan. L'any 1800, va participar en la Bataille du pont du Loc'h.
Detingut el 1800, Sol de Grisolles va ser empresonat fins al 1803. Després de la seva posada en llibertat, es va unir a Georges Cadoudal que complotava contra el primer cònsol Napoleó Bonaparte. Però va ser detingut de nou l'octubre de 1804, a la seva arribada a París. Torturat (li van arrencar les ungles) per la policia de Fouché per tal de denunciar els seus còmplices, no va parlar i va ser empresonat en dures condicions durant tot l'Imperi.
Alliberat el 1814, durant la Restauració francesa. Molt afeblit per la seva llarga detenció, va intentar, sense èxit, denunciar els seus antics carcellers.
Sol de Grisolles va rebre posteriorment el comandament militar de Belle-Île-en-Mer.
Després del retorn de Napoleó I durant els Cent Dies, Sol de Grisolles es va fer càrrec dels Chouans de Morbihan (La Petita Chouannerie) que s'havien aixecat de nou i van reunir un exèrcit de 3.000 a 4.000 homes. Amb el suport dels seus tinents de Floirac i La Boissière-Lannurie, va llançar un primer atac a Redon que va fracassar. Però els chouans i els estudiants universitaris de Vannes van guanyar posteriorment una victòria contra els imperials del general Rousseau el 10 de juny de 1815 a Muzillac. No obstant això, Sol de Grisolles va tornar a batre a Auray el 21 de juny pel general Bigarré. Però la victòria dels imperials va ser de curta durada perquè 3 dies abans Napoleó havia estat derrotat a Waterloo.
El 22 de juliol, després de la segona Restauració, els victoriosos Chouans van desfilar a Vannes. Com a recompensa pels seus serveis, Sol de Grisolles va rebre el grau de mariscal de camp el 13 de novembre de 1816, després el de tinent general amb caràcter honorífic, el 3 de febrer de 1822, també va rebre la distinció de Gran Creu de Saint-Louis, després va ser nomenat comandant del castell de Pau, va romandre així fins al 1830.
Després de la revolució de juliol, es va retirar a Bordeus i va morir el 13 d'abril de 1836.
L'any 2007 es va erigir una placa commemorativa en el seu honor a Guérande.